# Lista celor mai bine vândute cărți
Aceasta este o listă a celor mai bine vândute cărți, din toate timpurile și indiferent de limbă. Din această listă sunt excluse Biblia, Coranul și Micuța Carte Roșie a lui Mao Zedong datorită faptului că există multe exemplare oferite gratuit și că nu există informații exacte.

## Mai mult de 100 milioane de exemplare
|  | Titlu                       | Denumirea în română       | Autor(i)                     | Limba originalului | Prima publicație | Nr. aprox de exemplare |
|  | --------------------------- | ------------------------- | ---------------------------- | ------------------ | ---------------- | ---------------------- |
|  |                             |                           |                              |                    |                  |                        |
|  | Don Quijote de la Mancha    | Don Quijote de la Mancha  | Miguel de Cervantes Saavedra | spaniolă           | 1605             | 500 de milioane        |
|  | A Tale of Two Cities        | Poveste despre două orașe | Charles Dickens              | engleză            | 1859             | 200 de milioane        |
|  | Le Petit Prince             | Micul prinț               | Antoine de Saint-Exupéry     | franceză           | 1943             | 200 de milioane        |
|  | The Lord of the Rings       | Stăpânul inelelor         | J. R. R. Tolkien             | engleză            | 1954–1955        | 150 de milioane        |
|  | The Hobbit                  | Hobbitul                  | J. R. R. Tolkien             | engleză            | 1937             | 100 de milioane        |
|  | 紅樓夢/红楼梦 Hong lou meng | Visul din pavilionul roșu | Cao Xueqin                   | chineză            | 1754–1791        | 100 de milioane        |
|  | And Then There Were None    | Zece negri mititei        | Agatha Christie              | engleză            | 1939             | 100 de milioane        |

## Între 50 milioane și 100 milioane de exemplare
| Titlu                                                                 | Denumirea în română                  | Autor(i)             | Limba originalului | Prima publicație | Nr. aprox. de exemplare |
| --------------------------------------------------------------------- | ------------------------------------ | -------------------- | ------------------ | ---------------- | ----------------------- |
| The Lion, the Witch and the Wardrobe                                  | Leul, vrăjitoarea și dulapul         | C. S. Lewis          | Engleză            | 1950             | 85 milioane             |
| She. A History of Adventure                                           | Ea (nu este tradusă)                 | H. Rider Haggard     | Engleză            | 1887             | 83 milioane             |
| The Da Vinci Code                                                     | Codul lui Da Vinci                   | Dan Brown            | Engleză            | 2003             | 80 milioane             |
| Think and Grow Rich                                                   | De la idee la bani                   | Napoleon Hill        | Engleză            | 1937             | 70 milioane             |
| The Catcher in the Rye                                                | De veghe în lanul de secară          | J. D. Salinger       | Engleză            | 1951             | 65 milioane             |
| O Alquimista                                                          | Alchimistul                          | Paulo Coelho         | Portugheză         | 1988             | 65 milioane             |
| Steps to Christ                                                       | Calea către Christos                 | Ellen G. White       | Engleză            | 1892             | 60 milioane             |
| Lolita                                                                | Lolita                               | Vladimir Nabokov     | Engleză            | 1955             | 50 milioane             |
| Heidis Lehr- und Wanderjahre                                          | Heidi, fetița munților               | Johanna Spyri        | Germană            | 1880             | 50 milioane             |
| The Common Sense Book of Baby and Child Care                          | Îngrijirea sugarului și a copilului  | Dr. Benjamin Spock   | Engleză            | 1946             | 50 milioane             |
| Anne of Green Gables                                                  | Anne de la Green Gables              | Lucy Maud Montgomery | Engleză            | 1908             | 50 milioane             |
| Black Beauty: His Grooms and Companions: The autobiography of a horse | Black Beauty. Autobiografia unui cal | Anna Sewell          | Engleză            | 1877             | 50 milioane             |
| Il Nome della Rosa                                                    | Numele trandafirului                 | Umberto Eco          | Italiană           | 1980             | 50 milioane             |
| The Eagle Has Landed                                                  | Vulturul a aterizat                  | Jack Higgins         | Engleză            | 1975             | 50 milioane             |
| Watership Down                                                        | Watership Down                       | Richard Adams        | Engleză            | 1972             | 50 milioane             |

## Între 30 milioane și 50 milioane de exemplare
| Titlu                                             | Denumirea în română                | Autor(i)                               | Limba originalului | Prima publicație | Nr. aprox. de exemplare            |
| ------------------------------------------------- | ---------------------------------- | -------------------------------------- | ------------------ | ---------------- | ---------------------------------- |
| The Hite Report                                   | Raportul Hite                      | Shere Hite                             | Engleză            | 1976             | 48 milioane                        |
| Charlotte's Web                                   | Pânza lui Charlotte                | E.B. White; ilustrat de Garth Williams | Engleză            | 1952             | 45 milioane                        |
| The Ginger Man                                    | Roșcovanul                         | J. P. Donleavy                         | Engleză            | 1955             | 45 milioane                        |
| The Tale of Peter Rabbit                          | Aventurile lui Peter Iepurașul     | Beatrix Potter                         | Engleză            | 1902             | 45 milioane                        |
| Harry Potter and the Deathly Hallows              | Harry Potter și Talismanele Morții | J. K. Rowling                          | English            | 2007             | 44 milioane                        |
| Jonathan Livingston Seagull                       | Pescărușul Jonathan Livingston     | Richard Bach                           | Engleză            | 1970             | 40 milioane                        |
| A Message to Garcia                               | Un mesaj pentru Garcia             | Elbert Hubbard                         | Engleză            | 1899             | 40 milioane                        |
| Sofies verden                                     | Lumea Sofiei                       | Jostein Gaarder                        | Norvegiană         | 1991             | 40 milioane                        |
| Angels and Demons                                 | Îngeri și demoni                   | Dan Brown                              | Engleză            | 2000             | 39 milioane                        |
| Как закалялась сталь                              | Așa s-a călit oțelul               | Nicolai Ostrovski                      | Rusă               | 1932             | 36.4 milioane de exemplare în URSS |
| Война и мир                                       | Război și pace                     | Lev Tolstoi                            | Rusă               | 1869             | 36.0 milioane de exemplare în URSS |
| Le avventure di Pinocchio. Storia di un burattino | Aventurile lui Pinocchio           | Carlo Collodi                          | Italiană           | 1881             | 35 milioane                        |
| You Can Heal Your Life                            | Poți să-ți vindeci viața           | Louise Hay                             | Engleză            | 1984             | 35 milioane                        |
| Kane and Abel                                     | Cain și Abel                       | Jeffrey Archer                         | Engleză            | 1979             | 34 milioane                        |
| Het Achterhuis                                    | Jurnalul Annei Frank               | Anne Frank                             | Olandeză           | 1947             | 30 milioane                        |
| In His Steps: What Would Jesus Do?                | În Urmele Lui                      | Charles M. Sheldon                     | Engleză            | 1896             | 30 milioane                        |
| To Kill a Mockingbird                             | Să ucizi o pasăre cântătoare       | Harper Lee                             | Engleză            | 1960             | 30 milioane                        |
| Valley of the Dolls                               | Valea păpușilor                    | Jacqueline Susann                      | Engleză            | 1966             | 30 milioane                        |
| Gone with the Wind                                | Pe aripile vântului                | Margaret Mitchell                      | Engleză            | 1936             | 30 milioane                        |
| Cien Años de Soledad                              | Un veac de singurătate             | Gabriel García Márquez                 | Spaniolă           | 1967             | 30 milioane                        |
| The Purpose Driven Life                           | Viața condusă de scopuri           | Rick Warren                            | Engleză            | 2002             | 30 milioane                        |
| The Thorn Birds                                   | Pasărea spin                       | Colleen McCullough                     | Engleză            | 1977             | 30 milioane                        |
| The Revolt of Mamie Stover                        |                                    | William Bradford Huie                  | Engleză            | 1951             | 30 milioane                        |
| Män som hatar kvinnor                             | Bărbați care urăsc femeile         | Stieg Larsson                          | Suedeză            | 2005             | 30 milioane                        |
| The Very Hungry Caterpillar                       | Omida mâncăcioasă                  | Eric Carle                             | Engleză            | 1969             | 30 milioane                        |

## Între 20 milioane și 30 milioane de exemplare
| Titlu                                     | Denumirea în română                                    | Autor(i)                          | Limba originalului | Prima publicație | Nr. aprox. de exemplare |
| ----------------------------------------- | ------------------------------------------------------ | --------------------------------- | ------------------ | ---------------- | ----------------------- |
| The Late, Great Planet Earth              |                                                        | Hal Lindsey, C. C. Carlson        | Engleză            | 1970             | 28 milioane             |
| Who Moved My Cheese?                      | Cine mi-a luat cașcavalul?                             | Spencer Johnson                   | Engleză            | 1998             | 26 milioane             |
| The Wind in the Willows                   | Vântul prin sălcii                                     | Kenneth Grahame                   | Engleză            | 1908             | 25 milioane             |
| Nineteen Eighty-Four                      | O mie nouă sute optzeci și patru                       | George Orwell                     | Engleză            | 1949             | 25 milioane             |
| The 7 Habits of Highly Effective People   | Eficiența în 7 trepte sau Un abecedar al înțelepciunii | Stephen R. Covey                  | Engleză            | 1989             | 25 milioane             |
| The Celestine Prophecy                    | Profețiile de la Celestine                             | James Redfield                    | Engleză            | 1993             | 23 milioane             |
| The Hunger Games                          | Jocurile Foamei                                        | Suzanne Collins                   | Engleză            | 2008             | 23 milioane             |
| The Godfather                             | Nașul                                                  | Mario Puzo                        | Engleză            | 1969             | 21 milioane             |
| Love Story                                | Poveste de iubire                                      | Erich Segal                       | Engleză            | 1970             | 21 milioane             |
| 狼图腾                                    | Totemul lupului                                        | Jiang Rong                        | Chineză            | 2004             | 20 milioane             |
| The Happy Hooker: My Own Story            |                                                        | Xaviera Hollander                 | Engleză            | 1971             | 20 milioane             |
| Jaws                                      | Fălci                                                  | Peter Benchley                    | Engleză            | 1974             | 20 milioane             |
| Love You Forever                          | Mereu te voi iubi                                      | Robert Munsch                     | Engleză            | 1986             | 20 milioane             |
| The Women's Room                          |                                                        | Marilyn French                    | Engleză            | 1977             | 20 milioane             |
| What to Expect When You're Expecting      | La ce să te aștepți când ești însărcinată              | Arlene Eisenberg și Heidi Murkoff | Engleză            | 1984             | 20 milioane             |
| The Adventures of Huckleberry Finn        | Aventurile lui Huckleberry Finn                        | Mark Twain                        | Engleză            | 1885             | 20 milioane             |
| The Secret Diary of Adrian Mole, Aged 13¾ | Jurnalul secret a lui Adrian Mole                      | Sue Townsend                      | Engleză            | 1982             | 20 milioane             |
| Kon-Tiki: Across the Pacific in a Raft    | Expediția Kon-Tiki                                     | Thor Heyerdahl                    | Norvegiană         | 1950             | 20 milioane             |

## Între 10 milioane și 20 milioane de exemplare
| Titlu                                         | Denumirea în română                                                      | Autor(i)               | Limba originalului | Prima publicație | Nr. aprox. de exemplare                   |
| --------------------------------------------- | ------------------------------------------------------------------------ | ---------------------- | ------------------ | ---------------- | ----------------------------------------- |
| Where the Wild Things Are                     | Regele tuturor sălbăticiunilor                                           | Maurice Sendak         | Engleză            | 1963             | 19 milioane                               |
| The Secret                                    | Secretul                                                                 | Rhonda Byrne           | Engleză            | 2006             | 19 milioane                               |
| Fear of Flying                                | Teama de zbor                                                            | Erica Jong             | Engleză            | 1973             | 18 milioane                               |
| Where the Crawdads Sing                       | Acolo unde cântă racii                                                   | Delia Owens            | Engleză            | 2018             | 18 milioane                               |
| Goodnight Moon                                | Noapte bună Lună                                                         | Margaret Wise Brown    | Engleză            | 1947             | 16 milioane                               |
| Die unendliche Geschichte                     | Povestea fără sfârșit                                                    | Michael Ende           | Germană            | 1979             | 16 milioane                               |
| Guess How Much I Love You                     | Ghici cât de mult te iubesc                                              | Sam McBratney          | Engleză            | 1994             | 15 milioane                               |
| Shōgun                                        | Shogun                                                                   | James Clavell          | Engleză            | 1975             | 15 milioane                               |
| The Poky Little Puppy                         |                                                                          | Janette Sebring Lowrey | Engleză            | 1942             | 15 milioane                               |
| The Pillars of the Earth                      | Stâlpii Pământului                                                       | Ken Follett            | Engleză            | 1989             | 15 milioane                               |
| How to Win Friends and Influence People       | Secretele succesului. Cum să vă faceți prieteni și să deveniți influenți | Dale Carnegie          | Engleză            | 1936             | 15 milioane                               |
| Das Parfum                                    | Parfumul                                                                 | Patrick Süskind        | Germană            | 1985             | 15 milioane                               |
| The Grapes of Wrath                           | Fructele mâniei                                                          | John Steinbeck         | Engleză            | 1939             | 15 milioane                               |
| The Horse Whisperer                           |                                                                          | Nicholas Evans         | Engleză            | 1995             | 15 milioane                               |
| La sombra del viento                          | Umbra vântului                                                           | Carlos Ruiz Zafón      | Spaniolă           | 2001             | 15 milioane                               |
| The Hitchhiker's Guide to the Galaxy          | Ghidul autostopistului galactic                                          | Douglas Adams          | Engleză            | 1979             | 14 milioane                               |
| Tuesdays with Morrie                          | Marți cu Morrie                                                          | Mitch Albom            | Engleză            | 1997             | 14 milioane                               |
| God's Little Acre                             | Pogonul lui Dumnezeu                                                     | Erskine Caldwell       | Engleză            | 1933             | 14 milioane                               |
| Va' dove ti porta il cuore                    | Glasul inimii                                                            | Susanna Tamaro         | Italiană           | 1994             | 14 milioane                               |
| The Outsiders                                 |                                                                          | S. E. Hinton           | Engleză            | 1967             | 13 milioane                               |
| Charlie and the Chocolate Factory             | Charlie și fabrica de ciocolată                                          | Roald Dahl             | Engleză            | 1964             | 13 milioane                               |
| ノルウェイの森, Noruwei no Mori               | Pădurea norvegiană                                                       | Haruki Murakami        | Japoneză           | 1987             | 12 milioane                               |
| The Shack                                     | Baraca                                                                   | William P. Young       | Engleză            | 2007             | 12 milioane                               |
| Peyton Place                                  | Peyton Place                                                             | Grace Metalious        | Engleză            | 1956             | 12 milioane                               |
| Dune                                          | Dune                                                                     | Frank Herbert          | Engleză            | 1965             | 12 milioane                               |
| La Peste                                      | Ciuma                                                                    | Albert Camus           | Franceză           | 1947             | 12 milioane                               |
| 人間失格                                      |                                                                          | Osamu Dazai            | Japoneză           | 1948             | 12 milioane                               |
| The Naked Ape                                 | Maimuța goală                                                            | Desmond Morris         | Engleză            | 1968             | 12 milioane                               |
| The Bridges of Madison County                 | Podurile din Madison County                                              | Robert James Waller    | Engleză            | 1992             | 12 milioane                               |
| Ein Psychologe erlebt das Konzentrationslager | Un psiholog experimentat in lagărele de concentrare                      | Viktor Frankl          | Germană            | 1946             | 12 milioane                               |
| Divina Commedia                               | Divina Comedie                                                           | Dante Alighieri        | Italiană           | 1304             | 11-12 milioane (de-a lungul secolului XX) |
| Things Fall Apart                             | O lume se destramă                                                       | Chinua Achebe          | Engleză            | 1958             | 11 milioane                               |
| The Prophet                                   | Profetul                                                                 | Khalil Gibran          | Engleză            | 1923             | 11 milioane                               |
| The Exorcist                                  | Exorcistul                                                               | William Peter Blatty   | Engleză            | 1971             | 11 milioane                               |
| The Gruffalo                                  | Gruffalo                                                                 | Julia Donaldson        | Engleză            | 1999             | 10.5 milioane                             |
| Catch-22                                      | Catch-22                                                                 | Joseph Heller          | Engleză            | 1961             | 10 milioane                               |
| Eye of the Needle                             | Prin urechile acului                                                     | Ken Follett            | Engleză            | 1978             | 10 milioane                               |
| A Brief History of Time                       | Scurtă istorie a timpului                                                | Stephen Hawking        | Engleză            | 1988             | 10 milioane                               |
| The Cat in the Hat                            | Pisica-n pălărie                                                         | Dr. Seuss              | Engleză            | 1957             | 10 milioane                               |
| The Lovely Bones                              | Minunatele oase                                                          | Alice Sebold           | Engleză            | 2002             | 10 milioane                               |
| Wild Swans                                    | Lebedele sălbatice. Trei fiice ale Chinei                                | Jung Chang             | Engleză            | 1992             | 10 milioane                               |
| Santa Evita                                   |                                                                          | Tomás Eloy Martínez    | Spaniolă           | 1995             | 10 milioane                               |
| Un di Velt Hot Geshvign                       | Noaptea                                                                  | Elie Wiesel            | Idiș               | 1958             | 10 milioane                               |
| The Kite Runner                               | Vânătorii de zmeie                                                       | Khaled Hosseini        | Engleză            | 2003             | 10 milioane                               |
| 于丹《论语》心得                              |                                                                          | Yu Dan                 | Chineză            | 2006             | 10 milioane                               |
| The Total Woman                               |                                                                          | Marabel Morgan         | Engleză            | 1974             | 10 milioane                               |
| 知価革命                                      |                                                                          | Taichi Sakaiya         | Japoneză           | 1985             | 10 milioane                               |
| 中国社会主义经济问题研究                      | Probleme în economia socialistă a Chinei                                 | Xue Muqiao             | Chineză            | 1979             | 10 milioane                               |
| What Color is Your Parachute?                 | Ce culoare are parașuta ta?                                              | Richard Nelson Bolles  | Engleză            | 1970             | 10 milioane                               |
| The Dukan Diet                                | Dieta Dukan                                                              | Pierre Dukan           | Franceză           | 2000             | 10 milioane                               |
| The Joy of Sex                                |                                                                          | Alex Comfort           | Engleză            | 1972             | 10 milioane                               |
| The Gospel According to Peanuts               |                                                                          | Robert L. Short        | Engleză            | 1965             | 10 milioane                               |
| A Wrinkle in Time                             | Călătorie în a cincea dimensiune                                         | Madeleine L'Engle      | Engleză            | 1962             | 10 milioane                               |